# Prisión de Heshmatiyeh
La Prisión de Heshmatiyeh (en persa: زندان حشمتیه) es una prisión en Irán, que se encuentra en el este de la ciudad de Teherán la capital de ese país asiático. Se destaca por el ala que alberga lo que algunas organizaciones llaman "presos políticos". Según algunos informes, los líderes de la oposición iraní Mir Hossein Mousavi y Mehdi Karroubi, y sus esposas Zahra Rahnavard y Fatemeh Karroubi, fueron sacados de sus hogares por las fuerzas de seguridad a la prisión de Heshmatiyeh en Teherán, en el marco de las protestas y disturbios en Irán.